# 스티로폼
스티로폼(영어: styrofoam) 또는 스티로폴(독일어: Styropor 슈튀로포어[*])은 발포 스타이렌 수지라는 플라스틱의 상표명이다. 체적의 98%가 공기이고 나머지 2%가 수지인 자원 절약형 소재이다.다량의 작은 공기층으로 구성되어 있으며 물을 거의 흡수하지 않으며, 세균이나 곰팡이에 손상되지 않아 포장에 많이 사용되며, 아이스박스, 장난감, 부표 등에도 사용되고 있으며 다른 xps나 우레탄 단열재의 재활용은 불가능한데 비해 열과 압력을 가해 잉고트를 만든 후 액자 틀, 타일이나 문틀 제작의 원료가 되어 자원재활용성이 매우 높다. 하지만 환경 문제를 야기할 수 있어 많은 국가에서 금지하고 있다. 발포 스타이렌은 차단성이 우수하여 단열재 용도의 단열제품에 많이 사용되는데 스티로폼보다 더 가공, 제작이 쉬운 발포우레탄도 많이 쓰인다. 또한 이제는 거품폴리스티렌·스타이로폼(styrofoam)·발포스티렌·스티로폴 등의 새 이름으로 불리기 시작한다. RC 비행기에서는 합판와 함께 주재료로 쓰인다.

## 같이 보기
- 플라스틱
- 단열재